# Fisketrappe
En fisketrappe er en kunstigt anlagt faunapassage i form af en trappeformet rende, der fører uden om dæmninger, vandfald, sluser og andre forhindringer på floder og åer, som hindrer fisk, især laks og ørred, i at passere på deres vej op til gydepladserne. 
Iflg. ferskvandsfiskeriloven skal ejere af stemmeværker, styrt, møller, engangsvandingsanlæg m.m., som er anlagt efter 1898, på egen bekostning anlægge og vedligeholde fisketrapper eller andre indretninger, der sikrer fiskenes opgang.

## Galleri
- Dansk fisketrappe som er en integreret del af stemmeværket ved Mariendal, Elling Å
- Nærfoto af samme fisketrappe
- Fisketrappe i Tyskland